# Traunstorf
Traunstorf ist ein Gemeindeteil der Großen Kreisstadt Traunstein im oberbayerischen Landkreis Traunstein. Bis zu ihrer Auflösung am 1. Mai 1978 war das Dorf Teil der Gemeinde Wolkersdorf und Sitz ihrer Gemeindeverwaltung.

## Geografie
Traunstorf liegt am westlichen Stadtrand von Traunstein in der Gemarkung Wolkersdorf.
| Traunstorf: Einwohnerzahlen von 1871 bis 1987    | Traunstorf: Einwohnerzahlen von 1871 bis 1987 | Traunstorf: Einwohnerzahlen von 1871 bis 1987 | Traunstorf: Einwohnerzahlen von 1871 bis 1987 | Traunstorf: Einwohnerzahlen von 1871 bis 1987 |
| ------------------------------------------------ | --------------------------------------------- | --------------------------------------------- | --------------------------------------------- | --------------------------------------------- |
| Jahr                                             |                                               |                                               |                                               | Einwohner                                     |
| 1871                                             | 1871                                          |                                               | 97                                            | 97                                            |
| 1885                                             | 1885                                          |                                               | 80                                            | 80                                            |
| 1900                                             | 1900                                          |                                               | 80                                            | 80                                            |
| 1925                                             | 1925                                          |                                               | 107                                           | 107                                           |
| 1950                                             | 1950                                          |                                               | 277                                           | 277                                           |
| 1961                                             | 1961                                          |                                               | 460                                           | 460                                           |
| 1970                                             | 1970                                          |                                               | 592                                           | 592                                           |
| 1987                                             | 1987                                          |                                               | 622                                           | 622                                           |
| Quelle(n): Amtliche Ortsverzeichnisse für Bayern |                                               |                                               |                                               |                                               |

## Geschichte
Traunstorf gehörte bis zum Gemeindeedikt 1808 zur Hauptmannschaft Haslach des Amtes Oberchiemgau im Landgericht Traunstein. Danach kam Traunstorf zum neugebildeten Steuerdistrikt Wolkersdorf und 1818 zur deckungsgleichen politischen Gemeinde Wolkersdorf.
Am 1. Mai 1978 wurde die Gemeinde Wolkersdorf aufgelöst und mitsamt ihren Ortsteilen in die Stadt Traunstein eingegliedert.

## Persönlichkeiten
- Tobias Angerer (* 1977), Skilangläufer